# Lissonota rugosa
Lissonota rugosa là một loài tò vò trong họ Ichneumonidae.